# 분고타카다시
분고타카다시(일본어: 豊後高田市)는 일본 오이타현 북부에 있는 시이다. 2005년 3월 31일에 니시쿠니사키군 마타마정, 가카지정이 합병해 새로운 분고타카다시가 탄생했다.

## 지리
오이타현 북부의 구니사키 반도 북서부에 위치하고 스오나다와 접한다. 시내 중심부를 2급 하천인 가쓰라가와강 등의 강이 흐른다. 나카쓰시에서 차로 약 30분, 오이타시에서 차로 약 1시간 정도의 거리에 있고 옛 부젠국과 분고국의 경계에 위치하는 도시이다. 오이타현 북부에 위치해 생활 면, 문화 면 등에서 나카쓰시·우사시·후쿠오카현 부젠시와 관계가 깊다. 경제적으로 나카쓰시를 중심으로 하는 소규모 경제권인 나카쓰 도시권에 속한다.

## 인접하는 자치체
- 우사시
- 기쓰키시
- 구니사키시

## 역사
- 11세기 전반에 내륙부의 다시부 지구에 우사 신궁의 가장 중요한 장원 중 하나인 다시부 장원이 만들어졌다.
- 1196년 - 다카다 시게사다에 의해 다카다성이 축성되었다.
- 1632년 - 마쓰다이라 시게나오가 부젠국 류오에 입봉해 류오번이 성립하였다.
- 1639년 - 거성을 다카다로 옮겨 다카다번으로 칭하였다.
- 1669년 - 시마바라번의 월경지가 되어 시마바라령 호슈 진야가 만들어졌다.
- 1889년 4월 1일 - 정촌제 시행으로 다카다정이 성립하였다.
- 1907년 4월 1일 - 다카다정·다마쓰정·구나와촌·미와촌이 대등 합병해 새로운 다카다정이 되었다.
- 1951년 4월 1일 - 다카다정·가와우치촌·히가시토코촌·니시토코촌·구사치촌이 대등 합병해 새로운 다카다정이 되었다.
- 1954년 5월 10일 - 다카다정이 명칭을 변경해 분고타카다정이 되었다.
- 1954년 5월 31일 - 다시부촌이 분고타카다정에 편입되었다. 동시에 분고타카다정이 시로 승격해 분고타카다시가 되었다.
- 2005년 3월 31일 - 분고타카다시·마타마정·가카지정이 대등 합병해 새로운 분고타카다시가 성립하였다.

## 교통

### 도로
- 국도 213호선

## 인구
| 연도                              | 인구   | ±%     |
| --------------------------------- | ------ | ------ |
| 1950                              | 49,214 | —      |
| 1955                              | 47,324 | −3.8%  |
| 1960                              | 43,381 | −8.3%  |
| 1965                              | 37,811 | −12.8% |
| 1970                              | 33,561 | −11.2% |
| 1975                              | 31,527 | −6.1%  |
| 1980                              | 30,705 | −2.6%  |
| 1985                              | 29,812 | −2.9%  |
| 1990                              | 28,798 | −3.4%  |
| 1995                              | 27,337 | −5.1%  |
| 2000                              | 26,206 | −4.1%  |
| 2005                              | 25,114 | −4.2%  |
| 2010                              | 23,918 | −4.8%  |
| 2015                              | 22,853 | −4.5%  |
| 2020                              | 22,112 | −3.2%  |
| Bungotakada population statistics |        |        |

## 기후
| 분고타카다시의 기후                                          | 분고타카다시의 기후 | 분고타카다시의 기후 | 분고타카다시의 기후 | 분고타카다시의 기후 | 분고타카다시의 기후 | 분고타카다시의 기후 | 분고타카다시의 기후 | 분고타카다시의 기후 | 분고타카다시의 기후 | 분고타카다시의 기후 | 분고타카다시의 기후 | 분고타카다시의 기후 | 분고타카다시의 기후 |
| 월                                                           | 1월                 | 2월                 | 3월                 | 4월                 | 5월                 | 6월                 | 7월                 | 8월                 | 9월                 | 10월                | 11월                | 12월                | 연간                |
| ------------------------------------------------------------ | ------------------- | ------------------- | ------------------- | ------------------- | ------------------- | ------------------- | ------------------- | ------------------- | ------------------- | ------------------- | ------------------- | ------------------- | ------------------- |
| 역대 최고 기온 °C (°F)                                       | 18.9 (66.0)         | 24.5 (76.1)         | 27.2 (81.0)         | 29.7 (85.5)         | 32.2 (90.0)         | 34.5 (94.1)         | 37.4 (99.3)         | 36.9 (98.4)         | 35.2 (95.4)         | 32.4 (90.3)         | 27.9 (82.2)         | 26.3 (79.3)         | 37.4 (99.3)         |
| 일평균 최고 기온 °C (°F)                                     | 9.3 (48.7)          | 10.3 (50.5)         | 13.8 (56.8)         | 19.1 (66.4)         | 23.8 (74.8)         | 26.8 (80.2)         | 30.8 (87.4)         | 32.0 (89.6)         | 28.0 (82.4)         | 22.9 (73.2)         | 17.4 (63.3)         | 11.8 (53.2)         | 20.5 (68.9)         |
| 일일 평균 기온 °C (°F)                                       | 5.3 (41.5)          | 6.0 (42.8)          | 9.1 (48.4)          | 13.9 (57.0)         | 18.6 (65.5)         | 22.3 (72.1)         | 26.3 (79.3)         | 27.3 (81.1)         | 23.6 (74.5)         | 18.2 (64.8)         | 12.8 (55.0)         | 7.6 (45.7)          | 15.9 (60.6)         |
| 일평균 최저 기온 °C (°F)                                     | 1.1 (34.0)          | 1.6 (34.9)          | 4.2 (39.6)          | 8.7 (47.7)          | 13.7 (56.7)         | 18.7 (65.7)         | 22.9 (73.2)         | 23.6 (74.5)         | 19.9 (67.8)         | 13.8 (56.8)         | 8.2 (46.8)          | 3.2 (37.8)          | 11.6 (53.0)         |
| 역대 최저 기온 °C (°F)                                       | −5.5 (22.1)         | −6.9 (19.6)         | −4.6 (23.7)         | −0.5 (31.1)         | 4.4 (39.9)          | 10.0 (50.0)         | 15.2 (59.4)         | 17.1 (62.8)         | 8.2 (46.8)          | 3.1 (37.6)          | −0.7 (30.7)         | −4.2 (24.4)         | −6.9 (19.6)         |
| 평균 강수량 mm (인치)                                        | 47.8 (1.88)         | 61.9 (2.44)         | 93.3 (3.67)         | 103.8 (4.09)        | 119.2 (4.69)        | 260.8 (10.27)       | 251.4 (9.90)        | 132.7 (5.22)        | 169.3 (6.67)        | 94.6 (3.72)         | 63.8 (2.51)         | 49.3 (1.94)         | 1,457.4 (57.38)     |
| 평균 강수일수 (≥ 1.0 mm)                                     | 6.6                 | 8.0                 | 9.9                 | 9.8                 | 8.9                 | 13.0                | 11.2                | 8.9                 | 9.8                 | 6.4                 | 7.7                 | 6.8                 | 107                 |
| 평균 월간 일조시간                                           | 138.7               | 143.8               | 177.9               | 201.2               | 212.9               | 149.4               | 194.9               | 225.0               | 166.9               | 175.0               | 147.1               | 132.8               | 2,059.6             |
| 출처: 일본 기상청 (평년값: 1991년~2020년, 극값: 1977년~현재) |                     |                     |                     |                     |                     |                     |                     |                     |                     |                     |                     |                     |                     |

## 자매 도시
- 일본 나가사키현 시마바라시(1969년 4월 25일)